# 와류
유체역학에서 와류(渦流, eddy) 또는 맴돌이 또는 소용돌이는 유체의 흐름의 일부가 교란받아 본류와 반대되는 방향으로 소용돌이치는 현상이다. 그림은 비행기 날개에서 발생하는 와류의 모습이다. 
날개의 앞부분에서는 공기가 직선으로 들어오지만 끝부분에서 공기가 심하게 교란받아 소용돌이처럼 변하는 것을 볼 수 있다. 
또한 와류로 인해 날개 아래쪽의 공기가 밑쪽으로 내려가는 내리흐름이 발생한다.

## 같이 보기
- 소용돌이
- 난류
- 레이놀즈 수
- 카르만 와류
- 항적난기류
- 전산 유체 역학
- 층류
- 혈류 역학